# Заліве-Шпінкі
Заліве-Шпінкі (пол. Zaliwie-Szpinki) — село в Польщі, у гміні Мокободи Седлецького повіту Мазовецького воєводства.
Населення — 162 особи (2011).
У 1975-1998 роках село належало до Седлецького воєводства.

## Демографія
Демографічна структура станом на 31 березня 2011 року:
|          | Загалом | Допрацездатний вік | Працездатний вік | Постпрацездатний вік |
| -------- | ------- | ------------------ | ---------------- | -------------------- |
| Чоловіки | 82      | 24                 | 48               | 10                   |
| Жінки    | 80      | 21                 | 40               | 19                   |
| Разом    | 162     | 45                 | 88               | 29                   |